# It's No Secret
Singles de Kylie Minogue
Especially for You
(1988) Turn It into Love
(1988)
Clip vidéo
[vidéo] « It's No Secret », sur YouTube
It's No Secret est une chanson de l'actrice et chanteuse australienne Kylie Minogue extraite de son premier album studio, intitulé Kylie et sorti au Royaume-Uni le 4 juillet 1988.
La chanson a été publiée en single en Amérique du Nord, au Japon et en Nouvelle-Zélande.
En Nouvelle-Zélande, la chanson a atteint la 47e place. Aux États-Unis, la 37e.

## Composition
La chanson est écrite et produite par Mike Stock, Matt Aitken et Pete Waterman.